# Dorudon
Dorudon (Syn.: Prozeuglodon) war ein primitiver früher Wal, der im mittleren Eozän lebte. Fossilien fand man nahe der Oase Fayum in Ägypten (Tal der Wale - Wadi al-Hitan), in Tunesien und in South Carolina. Dorudon kam danach im westlichen Atlantik und in der Tethys vor. Es gibt zwei gültige Arten: D. atrox aus Nordafrika und D. serratus aus South Carolina. Alle anderen beschriebenen Arten wurden mit diesen synonymisiert.

## Merkmale

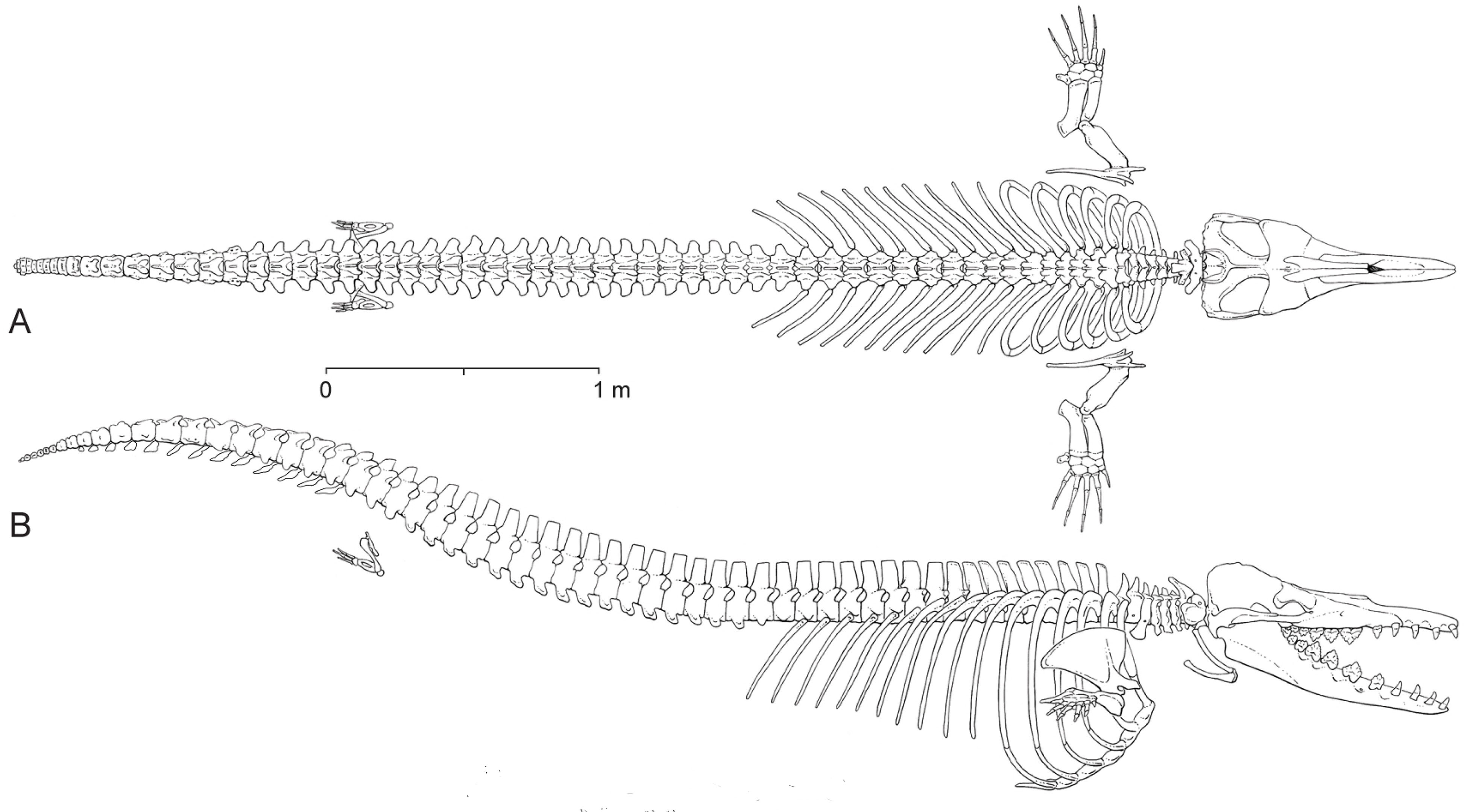
Skelett von D. atrox, Draufsicht und Seitenansicht.

Dorudon erreichte eine Länge von fünf Metern, wobei der Schädel 60 Zentimeter lang wurde. Der Schädel war nicht besonders langgestreckt, das Gehirn war relativ klein, ein Melonenorgan fehlte. Seine Bezahnung war heterodont, die hinteren Zähne mit sägeartigen Kanten versehen. Der Hals war noch relativ lang und beweglich, die Beckenregion langgestreckt und mit starken Muskeln versehen. Die Wirbelsäule des Schwanzflossenstiels war nicht verjüngt. Wahrscheinlich hatte Dorudon eine Fluke, die sich aber fossil nicht erhalten hat. Der Oberarmknochen (Humerus) war sehr viel länger als die Speiche, das Ellbogengelenk beweglich. Die Vorderbeinknochen waren dünn und spongiös, die Vorderbeine zu Flossen umgewandelt. Im Unterschied zu heutigen Walen hatte Dorudon noch vollständig ausgebildete, aber sehr kleine Hinterbeine. Sie hatten keinen Kontakt zum Becken. Im Vergleich mit rezenten Walen war Dorudon wohl ein schlechter Schwimmer.

## Systematik
Dorudon ist mit dem 18 Meter lang werdenden eozänen Wal Basilosaurus verwandt und gehört wie dieser zur Familie der Basilosauridae. Innerhalb der Basilosauridae bildet Dorudon mit einigen weiteren kleineren Arten die Unterfamilie der Dorudontinae.